# 카일 설리번
카일 설리번(Kyle Sullivan, 1988년 9월 24일 ~ )은 미국의 배우이다.

## 출연 작품

### 영화
- 솔저 (1998)
- 모리와 함께한 화요일 (1999)
- 제페토 (2000, Geppetto)
- 맥스 키블의 대반란 (2001)
- 마스터 오브 디즈가이즈 (2002, The Master of Disguise)

### 텔레비전
- 말콤네 좀 말려줘 (2000-03)
- All That (1994)
- Cover Me: Based on the True Life of an FBI Family (2000)
- 워 앳 홈 (2005-07)